# Winchester (Massachusetts)
Winchester é uma vila localizada no condado de Middlesex no estado estadounidense de Massachusetts. No Censo de 2010 tinha uma população de 21.374 habitantes e uma densidade populacional de 1.300,84 pessoas por km².

## Geografia
Winchester encontra-se localizado nas coordenadas 42° 27′ 10″ N, 71° 08′ 40″ O. Segundo o Departamento do Censo dos Estados Unidos, Winchester tem uma superfície total de 16.43 km², da qual 15.61 km² correspondem a terra firme e (4.98%) 0.82 km² é água.

## Demografia
Segundo o censo de 2010, tinha 21.374 pessoas residindo em Winchester. A densidade populacional era de 1.300,84 hab./km². Dos 21.374 habitantes, Winchester estava composto pelo 87.14% brancos, o 1.03% eram afroamericanos, o 0.08% eram amerindios, o 9.35% eram asiáticos, o 0.04% eram insulares do Pacífico, o 0.37% eram de outras raças e o 1.98% pertenciam a duas ou mais raças. Do total da população o 1.89% eram hispanos ou latinos de qualquer raça.